# ジンコウガクエン
『ジンコウガクエン』は、ILLUSIONより2011年6月10日に発売されたアダルトゲーム。2014年6月13日には続編にあたる『ジンコウガクエン2』が発売された。

## 概要
ILLUSIONがそれまでに発売したアダルトゲーム『人工少女』シリーズのアイディアを踏襲した3D学園生活シミュレーター。プレイヤーはまずゲーム開始前にソフトに同梱されているキャラクター作成ソフトを使い、ゲーム内の登場人物である生徒を作る。ゲームを開始したらセーブデータとなるクラス名簿(登場人物一覧)を作成し、先ほど作成した生徒をコンバートしてゲームをスタートするというのが開始までの流れとなっている。
学園を舞台にしてはいるが学内行事の類は存在せず、とある一日を繰り返す時間設定になっているので、始業開始前、昼休み、部活動前、放課後と区分された時間帯に生徒らとのコミュニケーションを図り人間関係を変化させるのがこのゲームの主な目的である。
プレイヤーが操作できるキャラクターに制限がなく任意で変更可能な為、各キャラクターの交友関係を自在に操ることが出来るのもこのゲームの特徴である。また、プレイヤーが取らせた行動の結果によってキャラクターステータスが変化するので、学力や運動、人気の順位が変化し相対的なクラスの中の位置づけも変化するようになっている。NPCキャラクターはプレイヤーの干渉がなくとも相互に関係を築いていくため、自動で構築されていく、男女入り混じった青春愛憎劇を楽しめるのもまた特徴である。
キャラクターデザインが『人工少女』シリーズと異なりアニメ調へと大きく変化した他、常時高精細なキャラクターが3D画面に表示されていた『人工少女』シリーズとは違い、背景は3Dポリゴンではなく二次元で描写され、キャラクターの表現も会話等を行わない限り簡略化された3Dポリゴンで表示される。根幹的なゲームデザインについては、体調などを始めとした各種のパラメーターやアイテム/金銭の概念、戦闘とそれにまつわる活動や、エンディングが存在しないことを除けばアルファ・システムの『高機動幻想ガンパレード・マーチ』『絢爛舞踏祭』との類似性も見られる。

### ジンコウガクエン2
シリーズ2作目。前作のゲームデザインをほぼ踏襲した形ながら、舞台やキャラクターデザインが大きく刷新。UIのレイアウトや使用可能なコマンドも新しいものに変わり、全体的に前作を純粋に強化した内容となっている。
ゲームシステムには大幅な改良がなされ、曜日の概念が取り入れられた。午後の授業は必ず体育授業であるが曜日によって場所が変わり、土曜には隔週で学力試験、体力測定、部活動大会のスケジュールがローテーションで入る。休日である日曜日においても、午前と午後で時間帯を隔て自由行動が取れ、事前に約束しておいた任意のキャラクターとのデートや、マップ上で自由行動を取っているキャラクターとの交流が行える。また、キャラクター登録枠に担任教師の枠が設けられ、生徒とは違う立場のキャラクターでのプレイや交流が可能となった。なお、本作がILLUSIONの独自3DエンジンYAYOIの最後の使用作品である（次作『ハーレムめいと』以降は完全にUnityへと移行）。

## ゲームシステム
ゲームを始める前に、ソフトに同梱されているキャラクター作成ソフト「ジンコウガクエンきゃらめいく(以下、きゃらめいく)」で登場人物を作る必要がある。ただし、サンプルデータが存在するので必須というわけではない。きゃらめいくで登場人物の作成が終わったらゲームを立ち上げ、登場人物の登録を行うことになる。人数は最大で25人まで登録でき、組み合わせは自由に行える。登録が完了したら操作したいキャラクターを選んでゲームを開始することができる。
ゲームは必ず操作中のキャラクターの自室(自宅)から始まる。ここではセーブやロード、制服の設定やステータスの確認等ができるようになっているが、この操作ができるのは自室にいる間だけで、学園にいる時はセーブやロードはできない仕様である。
学園では始業開始前、昼休み、部活動前、放課後の時間帯のみ任意の行動が取れる。生徒たちのコミュニケーションは基本的にはコマンド選択式の会話シーンのみで行われる。選択した各々のコマンドは、相手の行動や状況に影響を与え、友好関係に変化が起きるようになっている。人物の移動中や誰とも会話していない状態などでは、人物の表現が簡略化された3Dポリゴン表示だが、会話中になると本来の微細な表現で人物表示がされるようになる。NPC同士を含むコミュニケーションの結果として、生徒たちの互いに対する好感度に加え、直近の出来事や会話による一時的な気分変化も起こる。
セックスシーンはILLUSIONの作品では初の試みとして人物と背景は分離して表示される。ビスタサイズ(厳密にはスコープ・サイズ)に変化し、画面上下に黒い範囲ができたた背景の手前で、人物がベッドシーンを行うという画面演出になっている。
ゲーム内にはプレイ期間の制限や決まったエンディングは無いが、キャラクター同士の人間関係が劣悪になると、キャラの個性次第で傷害事件が発生する場合があり、直接的な加害者・被害者が強制的にクラスから削除されてしまうことがある。

### ジンコウガクエン2
基本的にはゲーム開始までの流れに変更はない。曜日の概念が取り入れられたことで学校内のスケジュールが日毎に変化するようになっている。平日の午前は教室での座学、午後はグラウンド、体育館、プールをローテーションする体育の授業である。また土曜に相当する日は授業は午前のみ、さらに隔週で学力検査、体力測定、部活動大会がローテーションで設定されており、今までの知力、体力の積み重ねの結果でキャラクターごとに判定が記録されるようになった。
部活動には前作からの運動部に加え文化部（茶道部、吹奏楽部）、帰宅部などが追加されたほか、名称のカスタマイズで任意の部活動も追加できる。それぞれの部活動は体力や知力に影響する。セックスシーンもコマンド選択式に変更され、キャラクターの個性によって体位などに好みが分かれるようになっている。
イベントでは前作と同様のものに加えて週末のデートが追加。キャラクターのゲームからの退場イベントについても、担任教師の不祥事による辞職、妊娠による中途退学が加えられた。また、敵対する学生たちと喧嘩で勝負し、学園最強の座を得るという遊び方も可能である。
また、ゲームの根幹となる好感度についても、前作のような単一の数字の大小でなく、該当人物とのやり取りから算出された、感情を示す複数のマスクデータからなっており、より奥が深くなっている。

## ジンコウガクエンきゃらめいく
ジンコウガクエンのゲーム本体に付属する、本編で使用するキャラクターを作成するためのソフトウェア。ILLUSIONがリリースしたソフトでは初となる男性キャラクターの作成も可能で「体」「顔」「髪」「性格」「嗜好」「好み」をそれぞれに設定することができる。ただし登場人物が着用する衣装はゲーム内の設定で行うことになるので、このツールで作成するのは登場人物の本体だけとなる。
「体」「顔」「髪」はそれぞれ容姿の設定。「性格」は部活動や学力や運動の基礎的な能力のほか、人物の声を決定するもの。漢字一文字で表されたそれぞれの性格には、異なる言葉遣いと声が割り振られており、パラメーター以上に人物の印象を決定づける要素になっている。「好み」は他のキャラクターの「性格」「容姿」との相性などを選択することになる。
作成できる人数には上限がなく、使用しているコンピュータの記憶媒体の限界が上限ということになる。ただし、ゲームに登場させられる人数は1クラス分(最大25人)までである。また、あらかじめ25人分(女21人、男4人)のサンプルファイルも用意されているので雛形として利用できる。

### ジンコウガクエン2きゃらめいく
操作方法は前作同様、選択方式で体の各パーツを選ぶようになってる。嗜好や好みの項目は廃止され「個性」の項目などに集約された。また、会話のフレーバーとして用いられる持ち物の名前も入力可能である。
「個性」の項目の選択では、クールや前向き、真面目や素直といった、言動・行動の傾向に作用する性格を選べ、攻略方法などに影響する仕組みになっている。「H好み」の項目では性交相手との肉体的な相性を向上させるコマンドの種類が選択できる。「持ち物」の項目にはキャラクター同士の会話の中で交換が提案される（実際にはインベントリなどのシステムはなくフレーバー的なもの）各種持ち物の名前を任意に入力できる。
また、キャラクターの瞳の虹彩・ハイライトと下着などの一部服装については、ユーザーが制作した任意のテクスチャを導入・利用することが可能となっている。

### キャスト

#### ジンコウガクエン
| 性格 | 声         | 性格 | 声         | 性格 | 声         | 性格 | 声           | 性格 | 声                 |
| ---- | ---------- | ---- | ---------- | ---- | ---------- | ---- | ------------ | ---- | ------------------ |
| 甘   | 鈴田美夜子 | 我   | 海原エレナ | 妾   | ひなき藍   | 快   | 狛乃ハルコ   | 純   | 姫川あいり         |
| 暗   | 神村ひな   | 捻   | 青葉りんご | 儚   | 遠野そよぎ | 緩   | 北都南       | 臆   | 鶴屋春人           |
| 凡   | 桃井いちご | 荒   | 如月葵     | 楽   | 民安ともえ | 律   | サトウユキ   | 猥   | 楠鈴音             |
| 静   | 柚木かなめ | 穏   | 飯田空     | 武   | ももぞの薫 | 姉   | かわしまりの | 皇   | 一色ヒカル         |
| 麗   | 杉原茉莉   | 軟   | 卯衣       | 爽   | 桜ひろし   | 鋭   | 石川ゆうすけ | 侠   | ほうでん亭プリスケ |

公式通販予約特典を利用することで女子性格「冷」（声：澄白キヨカ）を追加することができる。

#### ジンコウガクエン2
| 性格 | 声         | 性格 | 声         | 性格 | 声           | 性格 | 声       | 性格 | 声                   |
| ---- | ---------- | ---- | ---------- | ---- | ------------ | ---- | -------- | ---- | -------------------- |
| 活   | 陽月ひより | 薄   | 青井美海   | 朗   | 秋野花       | 淡   | 琉花あか | 然   | 御苑生メイ           |
| 晴   | 真宮ゆず   | 寧   | 星野みりん | 笑   | 井田羽沙深   | 月   | 雪村とあ | 激   | 岡まどか             |
| 尖   | 北見六花   | 楚   | 白月かなめ | 肝   | 君嶋とおこ   | 慎   | 片倉ひな | 凜   | 木村あやか           |
| 独   | 奈良かの子 | 聡   | 香澄りょう | 賢   | 上田朱音     | 理   | 和葉     | 怠   | 鈴音華月             |
| 漢   | 歌織       | 優   | 真珠樹     | 陽   | いちごみるく | 蛮   | 青島刃   | 宅   | ほうでん亭ノドガシラ |

公式通販予約特典を利用することで女子性格「曹」（声：結衣菜）を追加することができる。
また、後に発売されたアペンドセットを利用することで女子性格「慈」（声：彩世ゆう）と男子性格「策」（声：梅咲チャーリー）を、同様にアペンドセットIIを利用することで女子性格「軽」（声：くすはらゆい）と男子性格「温」（声：土門熱）を追加する事ができる。

## ジンコウガクエン 調整プログラム＋AAXPlay
後日のアップデートにおいて、本来のゲーム起動用の実行ファイルとは別に同梱されたAAXPlay.exeを用いることで、ゲーム内オプションとして、登場人物の移動速度や友好関係のバランスを意図的に変化させたり、キャラクターの動作の一部に制限を設け、異なるプレイスタイルを楽しむことができる。同プログラムはほかにも授業時間の短縮や、会話の割り込み禁止、オートプレイなどを可能にする。

### ジンコウガクエン2 アップデートプログラム
今作では、前作のAAXPlay.exeに相当する内容は別実行ファイルではなく、2014年10月15日時点でVer.12まで配布された本体アップデートに統合されている。他にもアップデートでは、近隣のNPC（ユーザーが操作していない自動AIで動作するキャラクター）同士での会話を聞こえるようにする機能の設定、PC（ユーザーが操作しているキャラクター）だけの移動速度の変更、曜日の表示、好感度の変動率の操作などが新たに可能に。その他多くのバグや誤字脱字の修正、バランス調整もなされている。

## アペンドセット
ジンコウガクエン2用の追加データセット。髪型データ、衣装としてブレザー制服（型は一種類、女子のみ）・下着・全裸、追加性格(男女各一名分)が導入できるセットで、ダウンロード販売のみで2014年8月29日に発売された。
更に同年9月19日にはアペンドセットIIが発売。こちらは髪型データ、衣装としてベスト制服（型は一種類、女子のみ）、追加性格(男女各一名分)が導入できる。後日には双方をセットにしたパッケージ「アペンドディスク」も販売されている。